# Xabi Auzmendi
Xabier Auzmendi Arruabarrena (Segura, Guipúzcoa, 1 de mayo de 1997) es un futbolista euskaldun que juega de centrocampista..

## Biografía
Tras empezar a formarse como futbolista con la Real Sociedad, formaría parte de la Real Sociedad "C" y después llegaría al filial de Segunda División B.
En enero de 2018 fue cedido al Sociedad Deportiva Beasáin de Tercera División y durante la temporada 2018-19 jugó cedido a préstamo en el Club Deportivo Calahorra de Segunda División B.
En verano de 2019, tras tres años perteneciendo a la Real Sociedad, los 'txuri-urdin' no renovaron su contrato y el centrocampista vasco decidió aceptar la propuesta del Lori Football Club, un equipo modesto de la Liga Premier de Armenia que dirigía el técnico español David Campaña Piquer.
Durante la temporada 2019-20, el centrocampista vasco jugaría 17 encuentros y anotaría dos goles hasta el parón por el coronavirus en marzo de 2020.
El 30 de enero de 2021, firma por el F. K. Sūduva de la A Lyga de Lituania, dirigido por el español Víctor Basadre.
El 6 de enero de 2023, firma por el F. K. Kauno Žalgiris de la A Lyga de Lituania.

## Clubes
| Club                                | País     | Año         | Partidos | Goles |
| ----------------------------------- | -------- | ----------- | -------- | ----- |
| Real Sociedad "C"                   | España   | 2015 - 2016 |          |       |
| Real Sociedad "B"                   | España   | 2016 - 2019 |          |       |
| Sociedad Deportiva Beasáin (cedido) | España   | 2018        |          |       |
| Club Deportivo Calahorra (cedido)   | España   | 2018 - 2019 |          |       |
| Lori Football Club                  | Armenia  | 2019 - 2020 |          |       |
| F. K. Sūduva                        | Lituania | 2021 - 2022 | 59       | 12    |
| F. K. Kauno Žalgiris                | Lituania | 2023        | 33       | 7     |